# Колесо року
Колесо року — щорічний цикл свят, заведений у послідовників Віккі і тієї частини європейських неоязичників, для яких властиве дотримання всіх фестивалів. Цикл являє собою компіляцію з «народно-католицьких» і дохристиянських свят кельтських і германських народів Європи, відомих з середньовічних письмових джерел, етнографічних записів Нового часу та авторських концепцій прихильників сучасних концепцій язичництва.

## Свята колеса року
| Назва свята                                                                                            | Дата                                           | Положення сонця |
| --- | ---------------------------------------------- | --------------- |
| Самайн, Останні жнива, Криваві жнива, Ніч предків, Свято мертвих, Носон Калан Гааф (Noson Calan Gaeaf) | 31 жовтня-2 листопада (альтер. 5-10 листопада) | ≈ 15° Скорпіона |
| Йоль, Албанський Артан, Середина зими, Зимова обрядовість                                              | 19-23 грудня (зимове сонцестояння)             | 0° Козерога     |
| Імболк, Бригіт, День Бригіти, Кендлмас, День нареченої, Бригантина                                     | 1-2 лютого (альтер. 2-7 лютого)                | ≈ 15° Водолій   |
| Остара, Еррах, Албан Ейлір, Жіночий день, Фестиваль дерев                                              | 20-23 березня (весняне рівнодення)             | 0° Овен         |
| Белтейн, Белтейн, Перше травня                                                                         | 1 травня (прибл. 4-10 травня)                  | ≈ 15° Тельця    |
| Літа, Купала, Самрад, Албан Хефін, Аерра Літа, Матінка Ніч                                             | 19-23 червня (літнє сонцестояння)              | 0° Рак          |
| Лугнасадх, Ламмас, Перший врожай, Збір хліба, Свято перших плодів                                      | 1-2 серпня (прибл. 3-10 серпня)                | ≈ 15° Лев       |
| Мабон, Фогар, Албан Ельфед, Урожайний дім, 2-й врожай, Урожай фруктів, Урожай вина                     | 19-23 вересня (осіннє рівнодення)              | 0° Терези       |

## Походження назв
Слово «йоль» зафіксоване в багатьох дохристиянських джерелах, особливо давньою норвезькою мовою: серед імен бога Одіна згадуються «Батько Йоля» (Jólfaðr «Йольфадр») та «Учасник Йоля» (Jólnir «Йольнір»). В давній скандинавській поезії слово «йоль» часто використовується як синонім «бенкету». В сучасній англійській формі Yule («Юль») як назва свята походить із давньоанглійського ġéol (ġéohol) як назви 12-денного свята на честь зимового сонцестояння. Цей період між місяцями geola «грудень» та giuli «січень» має багату етимологію, пов'язану із сучасними різдвяними традиціями, наприклад: 'Yule log («різдвяне поліно»), Yule goat («різдвяна коза»), Yule boar («різдвяна шинка»), Yule singing («колядки») тощо.
Точна етимологія слова «Імболк» невідома. Згідно з поширеною теорією воно походить від староірландського «i mbolc» (в перекладі: «у животі»), що пов’язане із вагітністю вівцематок у цю пору року.
Ім’я «Остара» (Еостра) вперше згадується у 8-му столітті в праці Беди Преподобного «Розрахунок часу». Описуючи назви місяців він наводить інформацію про те, що в минулому пасхальні традиції були пов’язані із цією богинею. Питання чи не є це вигадкою Беди досі залишається дискусійним серед дослідників. Лінгвісти пов’язують  теоніми Остара та Еостра із праіндоєвропейським коренем *h₂wes- «сіяти», «світитися» . Таким чином, Остара може бути споріднена із богинями світанку та ранкової зірки в інших релігіях. Серед іншого такі паралелі простежуються з іменами Аустра з балтійської міфології, або давньоримською Авророю чи давньогрецькою Еос.
Назву Белтейн інтерпретують згідно кількох різних тлумачень. Припускають, що вона походить від загальнокельтського вислову belo-te(p)nija, що означає «яскравий вогонь». Елемент belo- може бути спорідненим з англійським словом bale, що означає «білий» або «сяйнистий» і має більш дальню спорідненість зі словом «білий» в українській та інших слов’янських мовах.
Крім того, Белтейн може походити від поширеної кельтської форми, реконструйованої як Beltiniyā. Її пов'язують з ім'ям литовської богині смерті Giltinė. Обидва ці слова, ймовірно, походять від більш раннього протоіндоєвропейського кореня * gʷelH- («страждання», «смерть») .
Назва Літа як і Остара позичена з книги «Розрахунок часу» Беди Преподобного, де вона наводиться як форма застарілого англосаксонського імені червня.
Згідно зі староірландською мовою назва Лугнасад є поєднанням імені богу Луга  (Lug) та слова «збірка» (násad). Сучасною ірландською мовою Lúnasa (ще одна назва сабата) є назвою місяця серпня.
Назва Мабон для осіннього рівнодення вигадана Ейданом Келлі приблизно в 1970 році. Для цього поет використав ім’я Мабона ап Модрона, персонажа з валлійської міфології та члена військового загону короля Артура. Він був сином Мадрони, жіночої постаті, що ймовірно пов’язана із кельтською богинею Деа Матрона («божественна богиня-мати») і слугувала прототипом для художнього образу Феї Морґани. При цьому ім’я Мабон ап Модрон може походити від Мапоноса — давньокельтського бога молодості, що в римській міфології дорівнювався до Аполлона
.
Савань, Самайн, Сауін та інші варіації походять від гельської назви місяця листопада. А вона пов’язана зі староірландською назвою свята, що проводилося 1 листопада. Згідно одного з пояснень його етимологія сягає протоіндоєвропейського слова *semo- («літо») . Припускають, що це може означати «кінець літа» (від sam («літо») та fuin («кінець»)). Проте, таке пояснення схоже на народну етимологію. У 1907 році кельтолог Вітлі Стоукс запропонував етимологію з протокельтського *samani («збір») .

## Українське язичництво

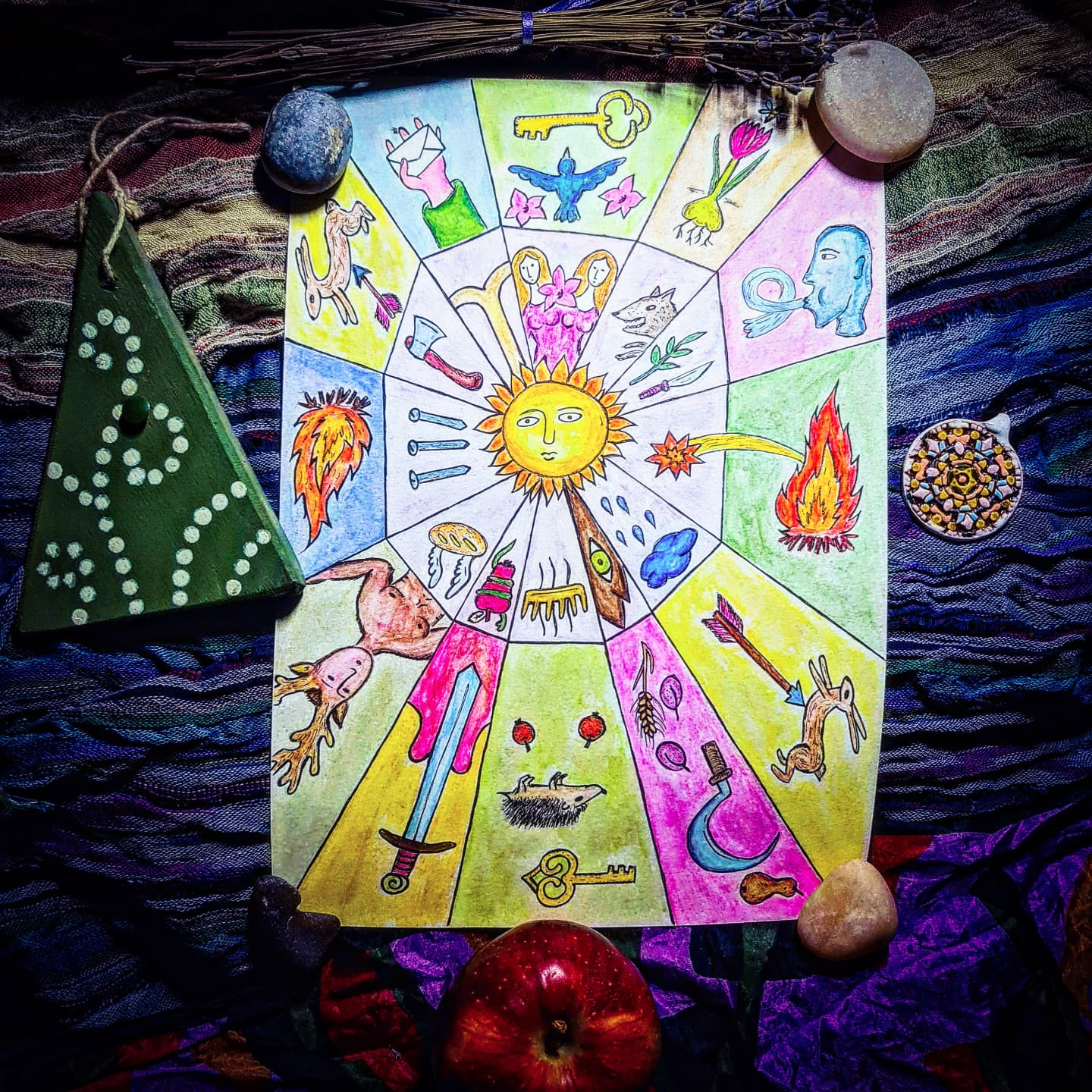
Річний календар Олеся Барліга для проведення ритуалів

Українські рідновіри проводять паралелі між Йолем та святом Коляди, Різдвом Божича та Святом Роду.
Імболк збігається зі Стрітенням, яке всупереч християнській традиції пояснюється як зустріч («стреча») Літа із Зимою. Друга назва свята «Громниці», оскільки 2 лютого виготовляли оберегові свічки, які мали берегти людину та її майно від бурі, грому і блискавок.
Залежно від культурних особливостей громади Великоднем може назватися як саме Весняне Рівнодення, так і перша неділя після нього. Ще одна назва свята «Великдень Дажбожий»  .
Белтейн наближається до дати Мая (1-2 травня). На нього проводять обрядові дії зі зрізаними пагонами трав і дерев, вшановують предків. Цей час ще порівнюють із Зеленими святами.
Літа випадає на святкування Купали (Купайли, Різдва літнього Сонця). Рідновіри освячують водойми та криниці, збирають лікарські рослини, проводять таїнства з багаттям.
Лугнасад та Ламмас збігаються зі святкуванням Спасу, що позбавлене християнських мотивів преображення Господнього і зосереджене на обрядових діях із медом, випічкою та яблуками. Як народне свято відоме також під назвою Маковія.
Осіннє Рівнодення має широку палітру назв: Радогощ, Різдво Миробога, Світовид осінній, свято Врожаю. Зустрічаються назви Свято свічки, або Весілля Свічки.
За Самайном закріпилася паралель із Дідами (або ж «Осінніми Дідами), коли поминають пращурів.
Об’єднання рідновірів України запропонувало концепцію Кола Сварожого, що обмежилося святкуваннями на дати обох рівнодень та сонцестоянь.
Науковець Арсен Гребенюк зазначає, що такий відповідник Самайну в українському неоязичництві як Велесова ніч є витвором уяви російського рідновіра Ільї Чєркасова і не зустрічається в працях дослідників українського фольклору.

## Українська література
Хліборобський календарний міф є одним з провідних мотивів для п’єси Лесі Українки «Лісова пісня». На думку дослідників, цей твір представляє авторську художню концепцію неоязичництва в модерністській культурі.